# Dimocarpus
Dimocarpus Lour. è un genere di piante della famiglia Sapindaceae.

## Tassonomia
Il genere comprende le seguenti specie:
- Dimocarpus australianus Leenh.
- Dimocarpus dentatus Meijer ex Leenh.
- Dimocarpus foveolatus (Radlk.) Leenh.
- Dimocarpus fumatus (Blume) Leenh.
- Dimocarpus gardneri (Thwaites) Leenh.
- Dimocarpus longan Lour.
- Dimocarpus yunnanensis (W.T.Wang) C.Y.Wu & T.L.Ming